# Eike Großmann
Eike Großmann ist eine deutsche Japanologin.

## Leben
Von 1997 bis 2004 studierte sie Japanologie, Germanistik und Sinologie in Tübingen, Trier, Kyōto und Tôkyô (2004 Magistra Artium an der Universität Trier). Nach der Promotion 2008 (Dr. phil.) war sie von 2012 bis 2019 Juniorprofessorin für Japanologie in Hamburg. Seit 2021 hat sie eine Professur für Japanologie mit dem Schwerpunkt Kulturgeschichte an der Universität Hamburg inne.
Ihre Forschungsschwerpunkte sind Geschichte der Kindheit und Kindheitsbilder in Japan, traditionelles und modernes japanisches Theater, Theatergeschichte, klassische japanische Literatur, Volkskünste Japans – Geschichte, soziale Bedeutung, Wandel und Kulturtourismus in Japan.

## Schriften (Auswahl)
- Kurokawa Nō. Shaping the image and perception of Japan's folk traditions, performing arts and rural tourism. Leiden 2013, ISBN 978-90-04-22334-9.
- mit Michael Kinski und Harald Salomon (Hg.): Kindheit in der japanischen Geschichte. Vorstellungen und Erfahrungen. Wiesbaden 2015, ISBN 3-447-10502-X.